# Jörg Vaihinger
Jörg Vaihinger (né le 8 octobre 1962 à Dortmund) est un athlète allemand qui représenta l'Allemagne de l'Ouest avant la réunification, spécialiste du 400 mètres.

## Carrière
3e aux championnats d'Europe junior de 1981 sur 400 mètres, Jörg Vaihinger est sélectionné dans l'équipe de relais 4 × 400 mètres des 1ers championnats du monde ; il devient à Helsinki avec ses équipiers vice-champion du monde de relais 4 × 400 m. Il participe aux Jeux olympiques de 1984 dans une équipe de relais également mais ils sont éliminés en demi-finale. Quatre ans plus tard, il prend sa revanche en remportant la médaille de bronze lors des Jeux de Séoul, réalisant avec ses équipiers le temps de 3 min 00 s 56.

### Palmarès
| Date | Compétition                  | Lieu     | Résultat | Épreuve    | Performance   |
| ---- | ---------------------------- | -------- | -------- | ---------- | ------------- |
| 1981 | Championnats d'Europe junior | Utrecht  | 3e       | 400 mètres | 47 s 48       |
| 1983 | Championnats du monde        | Helsinki | 2e       | 4 × 400 m  | 3 min 01 s 83 |
| 1985 | Coupe du monde des nations   | Canberra | 4e       | 4 × 400 m  | 3 min 01 s 46 |
| 1988 | Jeux olympiques d'été        | Séoul    | 3e       | 4 × 400 m  | 3 min 00 s 56 |